# 富岩鉄道
富岩鉄道株式会社（ふがんてつどう）は、かつて存在した日本の鉄道事業者（私鉄）である。
現在の富山地方鉄道富山港線を開業したが、1941年（昭和16年）12月1日に富山電気鉄道（現・富山地方鉄道）に事業を譲渡し解散した。

## 概要
日清戦争後、各地で私設鉄道の建設が盛んになった1896年（明治29年）2月27日、富山市・上新川郡東岩瀬町間に野田益晴ほか16名が発起する富山鉄道が鉄道敷設を出願した。これは、富岩鉄道の前史といえるものであるが、翌1897年（明治30年）3月20日に仮免状が下付されたものの、免許申請に至らず1898年（明治31年）度に失効した。
明治30年代になると、神通川や常願寺川、黒部川などで水力発電による電源開発が行われ、この電力を利用して東岩瀬港を控えた富山市一帯にも各種の化学工業、金属工業が立地した。このように発展する東岩瀬港と富山市を結ぶ鉄道が計画され、1921年（大正10年）11月、加藤金次郎ほか11名の発起により、富山市・上新川郡東岩瀬町間4マイル10チェーン（6.6km）が出願された。1922年（大正11年）9月2日、免許状が下付され、1923年（大正12年）3月15日に富岩鉄道の設立総会が開催されて、加藤金次郎を取締役社長に選出した。
富岩鉄道では直ちに建設工事に取り掛ったが、富山駅への飛越線（現在の高山本線）乗入れ工事が進められている最中であり、同駅への乗り入れ方法が決まらないため、やむなく同駅手前に富山口駅を設置し、富山口駅 - 岩瀬港駅（現在の岩瀬浜駅）間4マイル58チェーン（7.6km）で1924年（大正13年）7月23日に旅客運輸営業を開始した。その後、1926年（大正15年）に富山駅乗入れの協議が成立し、富山口駅 - 富山駅間の工事に着手した。翌1927年（昭和2年）12月15日、同区間（0.62km）が開通し、まず貨物運輸営業が開始された。翌1928年（昭和3年）7月11日から旅客運輸営業を開始した。
一方、東岩瀬港周辺には大規模な工場が多数建設され、臨海工業地帯の様相を呈すとともに朝鮮や満州へ積み出される貨物の量も増加していた。しかし、東岩瀬港は神通川からの土砂の堆積により大型船の入港が困難であったため、1917年（大正6年）から1929年（昭和4年）にかけて神通川の大改修と築港工事が実施され、1931年（昭和6年）からは富山市内に通じる富岩運河の開削工事も開始された。このような情勢の下で、富岩鉄道は埠頭に通じる支線の免許を申請した。1931年4月11日に東岩瀬町内1.39kmの免許が下付され、1936年（昭和11年）12月27日に西ノ宮信号所（現在の萩浦小学校前駅） - 岩瀬埠頭駅（後の富山港駅）間（1.4km）が貨物線として開業した。
運河工事の進行に伴い、運河地帯の貨物輸送のため、富山市および関係工場と共同して鉄道敷設免許を出願し、1938年（昭和13年）5月26日、富山市牛島 - 同市下新間（1.90km）の免許が富山市に下付された。建設は共同で行われたが、同年8月24日、富山駅 - 日曹工場前駅（後の奥田駅）間（2.1km）で貨物運輸を開始した。同線は、同日から富岩鉄道が借り上げて営業を行った。
1937年（昭和12年）以来、富岩鉄道は富山電気鉄道の支配下にあったが、1941年12月1日、同社に事業を譲渡し解散した。その際、富山市営鉄道線については、富山電気鉄道に引き継がれている。
1932年（昭和7年）に満州国が成立すると、石炭荷揚げ港として東岩瀬港の重要性は高まっていた。また、日中戦争が勃発し長期化の様相を呈してくると、日本海側の港湾、さらにその臨港線を国が掌握しようとする姿勢が強くなっていった。そんな動きの中、1942年（昭和17年）12月21日の第25回鉄道会議において富岩線の買収が諮詢、可決されると、第81回帝国議会の協賛を得て1943年3月6日に富岩線を他の11鉄道とともに買収する法律が公布された。同年5月25日に富岩線は国有化され、6月1日より鉄道省富山港線として営業を開始した。買収価額は4,326,826円とされ、3分5厘の利付国庫債券が4,415,150円交付された。

## 路線
- 富山駅 - 岩瀬浜駅間（8.2km 直流600V 軌間1,067mm）
富山駅 - 富山口駅 - 薬専校前停留場 - 下奥井駅 - 奥田中島停留場 - 城川原駅 - 高等学校前駅 - 日満工場前駅 - 越中岩瀬駅 - 岩瀬浜駅
- 富山駅 - 日曹工場前駅間（2.1 km 直流600V 軌間1,067mm 貨物線 富山市営線借受）
富山駅 - 船溜駅 - 木場町駅 - 日曹工場前駅
- 日満工場前駅 - 岩瀬埠頭駅（1.4km 非電化 軌間1,067mm 貨物線）

## 車両
1943年の国有化に際し鉄道省籍を得たのは、電気機関車2両、電車4両、客車2両、貨車39両であった。その他に蒸気機関車3両、電車2両、貨車11両が在籍した。
- 電気機関車
  - ロコ1 - 1937年、木南車両製25トン電気機関車（車軸配置BB）。
  - ロコ2 - 1940年、日本鉄道自動車製25トン電気機関車（車軸配置BB）。国有化後ED26 1。
- 蒸気機関車
  - 2 - 1914年、独ヘンシェル製26トン車輪配置 0-6-0のタンク機関車（製造番号 12936）。富南鉄道2を1939年3月に譲受。1940年、日本製鋼所室蘭工場へ譲渡。
  - 3 - 1924年、独ヘンシェル製26トン車輪配置 0-6-0のタンク機関車（製造番号 20289）。富南鉄道3を1939年5月に譲受。富山電気鉄道合併後、転出。
  - 4 - 1915年、雨宮製作所製10トン車輪配置 0-4-0のタンク機関車。伊賀鉄道1→富南鉄道4を1939年5月に譲受。1941年3月20日廃車。
- 電車・客車

- 貨車
  - ワ1形（ワ1 - ワ2） - 10トン積み木製有蓋車。日本車輌製造製。富山電鉄合併後ワ3形（ワ3 - ワ4）。国有化後は、ワ1形（ワ9470 - ワ9471）に編入された。
  - ワ10形（ワ10 - ワ21） - 10トン積み鋼製有蓋車。1937年、日本車輌製造製。鉄道省ワ22000形の同形車。国有化後は、ワ28386 - ワ28397となった。
  - ワ30形（ワ30 - ワ33） - 10トン積み木製有蓋車。1939年に富南鉄道よりワ14 - ワ17を購入する。1942年南武鉄道に譲渡されワ24 - ワ27となるが、国有化によりワ1形ワ9663 - ワ9666となる。
  - ワ40形（ワ40 - ワ47） - 10トン積み木製有蓋車。1917年天野工場製。1939年に富南鉄道よりワ40・ワ36・ワ37・ワ43 - ワ46・ワ38を購入する。1942年にワ40 - ワ45が小名浜臨港鉄道、ワ46, 47が南武鉄道に譲渡。南武鉄道分は国有化後ワ18810 - ワ18811。
  - ワブ1形（ワブ1 - ワブ2） - 8トン積み木製有蓋緩急車。1928年、日本車輌製造製。国有化後ワフ350形。
  - テ1形（テ1 - テ3） - 10トン積み鉄製有蓋車。日本車輌製造製。国有化後テ10形テ10 - テ12。
  - ト1形（ト1 - ト6） - 10トン積み無蓋車。1914年、天野工場製。富南鉄道より1933年にト5・ト7を、1939年にト1 - ト4を購入する。国有化後は、ト1形ト16890 - ト16895。
  - ト10形（ト10 - ト12） -　10トン積み鋼製無蓋車。鉄道省ト20000形の同形車。富山電気鉄道合併後ト21形（ト21 - ト23）。国有化後は、ト27377 - ト27379となった。
  - トム1形（トム1） - 15トン積み鋼製無蓋車。1928年、日本車輌製造製。鉄道省トム1形の同形車。国有化後は、トム2226となった。
  - トム11形（トム11 - トム20） - 15トン積み鋼製無蓋車。鉄道省トム19000形の同形車。国有化後はトム24692 - トム24701となった。